# Anthony Lynn
Anthony Ray Lynn (McKinney, 21 dicembre 1968) è un ex giocatore di football americano e allenatore di football americano statunitense nella National Football League (NFL).

## Carriera
Lynn giocò nella NFL con i Denver Broncos e i San Francisco 49ers principalmente negli special team, vincendo due Super Bowl consecutivi nel 1997 e 1998. Da allenatore fu il coach dei running back dei Jacksonville Jaguars, dei Dallas Cowboys, dei Cleveland Browns, dei New York Jets e dei Buffalo Bills. Nel 2016 fu promosso come coordinatore offensivo dei Bills, subentrando come capo-allenatore ad interim al licenziato Rex Ryan nell'ultima gara della stagione regolare.
Il 12 gennaio 2017, Lynn fu assunto come capo-allenatore dei Los Angeles Chargers, lo stesso giorno in cui il proprietario Dean Spanos annunciò il trasferimento della squadra da San Diego a Los Angeles. L'assunzione di Lynn fu confermata dal sito della squadra il giorno successivo. Lynn fu il primo capo-allenatore afroamericano in 56 anni di storia della squadra.

## Palmarès
Giocatore
- Super Bowl : 2

Denver Broncos: XXXII, XXXIII
- American Football Conference Championship: 2

Denver Broncos: 1997, 1998

## Statistiche
| Partite totali      | 82  |
| Partite da titolare | 1   |
| Yard corse          | 177 |
| Touchdown           | 0   |